# Балевский, Ангел
Ангел Тончев Ба́левский (4 марта 1910, Троян — 15 сентября 1997, София) — болгарский инженер и изобретатель.

## Биография
В 1934 году окончил Высшую техническую школу в Брно.
Свою профессиональную карьеру начал в качестве инженера-металлурга, после чего работал профессором в ряде европейских университетов.
Балевски известен как основатель Болгарской академической школы в области металлургии и технологии. Ему удалось разработать агрегат для горячего брикетирования цветных металлов. Балевски создал также метод производства чугуна во вращающейся барабанной печи из сырья, добытого в Болгарии. Совместно с Иваном Димовым Балевски изобрёл способ литья с противодавлением, который совершил переворот в мировой металлургии. Является автором и соавтором более чем семи монографий и академических изданий.
Председатель (Президент) Болгарской академии наук с 1968 по 1988 годы.
Балевский избирался почётным и иностранным членом академий и научных обществ во многих странах, в том числе был избран иностранным членом Академии наук СССР (1971) и почётным членом Международной инженерной академии. В 1988 году он был сопредседателем Международной Академии Наук в Мюнхене, а в 1971 году был избран сопредседателем Пагуошского движения учёных за мир. За свои достижения и вклад в науку Ангел Балевски становился лауреатом ряда премий как в Болгарии, так и за рубежом. В частности, он был дважды удостоен болгарской Премии Димитрова, а также Ордена академических пальм и Большой золотой медали имени Ломоносова АН СССР. Был награждён советским орденом Дружбы народов (14.04.1980).